# Irene Vallejo Moreu
Irene Vallejo Moreu (Zaragoza, 1979) é uma filósofa e escritora espanhola.

## Carreira
Doutora em Filologia Clássica pelas universidades de Zaragoza e Florença, seu trabalho centra-se na investigação e divulgação dos autores clássicos; assim, por exemplo, colabora com o jornal Heraldo de Aragón, onde mistura temas de actualidade com ensinos do mundo antigo. Fruto desse trabalho tem publicado dois livros recopilatórios de suas colunas semanais, El pasado que te espera e Alguien habló de nosotros.
Compartilha esse trabalho com sua actividade literária. Em 2011 publicou sua primeira novela, A luz sepultada, uma história de suspense. Sua segunda novela foi O apito do arqueiro, publicada pela editorial Senha, na que propõe uma história de aventuras e amor, ambientada em tempos lendários, recordando os conflitos contemporâneos. Também tem cultivado a literatura infantil e juvenil com as obras O inventor de viagens, ilustrada por José Luis Cano, e A lenda das marés mansas, em colaboração com a pintora Lina Vila. Tem sido incluída na antología de narradoras aragonesas Falarão de nós (2016) com o relato O mau invisível.

## Obras
- Terminología libraria y crítico-literaria en Marcial (2008)
- El pasado que te espera (2010)
- La luz sepultada (2011)
- El inventor de viajes (2014)
- La leyenda de las mareas mansas (2015)
- El silbido del arquero (2015)
- Alguien habló de nosotros (2017)

## Prémios
- Quinto Certamen Los Nuevos de Alfaguara (1997)
- Premio Búho '97 a los Aragoneses del Año.
- Premio de la Sociedad de Estudios Clásicos al Mejor Trabajo de Investigación (2005)
- Mención especial del Jurado en el Premio Internacional de Novela Histórica Ciudad de Zaragoza (2012)
- Premio Sabina de Plata (2017)